# 30288 Conelalexander
30288 Conelalexander è un asteroide della fascia principale. Scoperto nel 2000, presenta un'orbita caratterizzata da un semiasse maggiore pari a 2,795684 UA e da un'eccentricità di 0,057980, inclinata di 5,038947° rispetto all'eclittica. Ha un diametro di	6,572 km.